# Tipula (Pterelachisus) jutlandica
Tipula (Pterelachisus) jutlandica is een tweevleugelige uit de familie langpootmuggen (Tipulidae). De soort komt voor in het Palearctisch gebied.